# Stedesand Sogn
Stedesand Sogn (på tysk Kirchspiel Stedesand) er et sogn i det nordvestlige Sydslesvig, tidligere i Kær Herred (Tønder Amt), nu Stedesand i Nordfrislands Kreds i delstaten Slesvig-Holsten. 
I Stedesand Sogn findes flg. stednavne:
- Stedesand (også Strøsand)
- Troldbøl (Trollebüll)
- Vester Snattebøl (Wester Schnatebüll)